# Brigadă

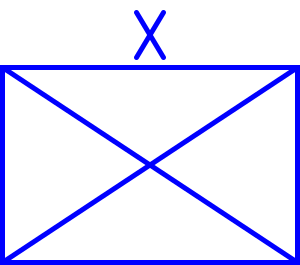
Simbolizarea NATO a unei brigăzi aliate de infanterie

Brigada (în limba engleză brigade) este o unitate militară de proporții mari formată din două sau mai multe regimente, batalioane și divizioane.
În mod tipic este formată din 3-6 batalioane și numărul militarilor este între 2.000-4.000 de militari, comandați de obicei de un colonel sau general de brigadă. În țările NATO numărul tipic pentru o brigadă este între 2000-4000 de persoane, iar în unele țări ca Austria sau Elveția, poate să ajungă până la 11.000 militari. Șeful de stat-major al unei brigăzi este de regulă un colonel sau maior

## Caracteristici ale brigăzii
Organizația de brigadă este o structură de formare și structură organizatorică într-o ramură a trupelor sau sub formă de forțe armate, care se bazează pe brigăzi separate.
Organizația de brigadă a trupelor, în comparație cu regimentul, are o capacitate mai mare de a acționa independent. Brigăzile forțelor speciale se disting prin capacitatea de a rezolva sarcinile care le sunt atribuite într-un mod cuprinzător.
Avantajul brigadelor în comparație cu diviziile este manevrabilitatea mai mare. Eterogenitatea și autonomia personalului de luptă permite brigăzii să reconstruiască ordinea de luptă într-o perioadă mai scurtă de timp și să se regrupeze în direcția operațională de-a lungul frontului și adâncime. Brigăzi cu independență operațională-tactică, care le permite să acționeze mult timp în izolare de forțele principale din zonele dispersate.
În același timp, unii experți militari recunosc că organizația de brigadă este irațională pentru ostilitățile pe scară largă, pentru care diviziile sunt mai potrivite. Cu toate acestea, ei nu neagă faptul că, pentru conflictele armate mici, folosirea brigăzilor este mai rațională decât folosirea diviziilor.

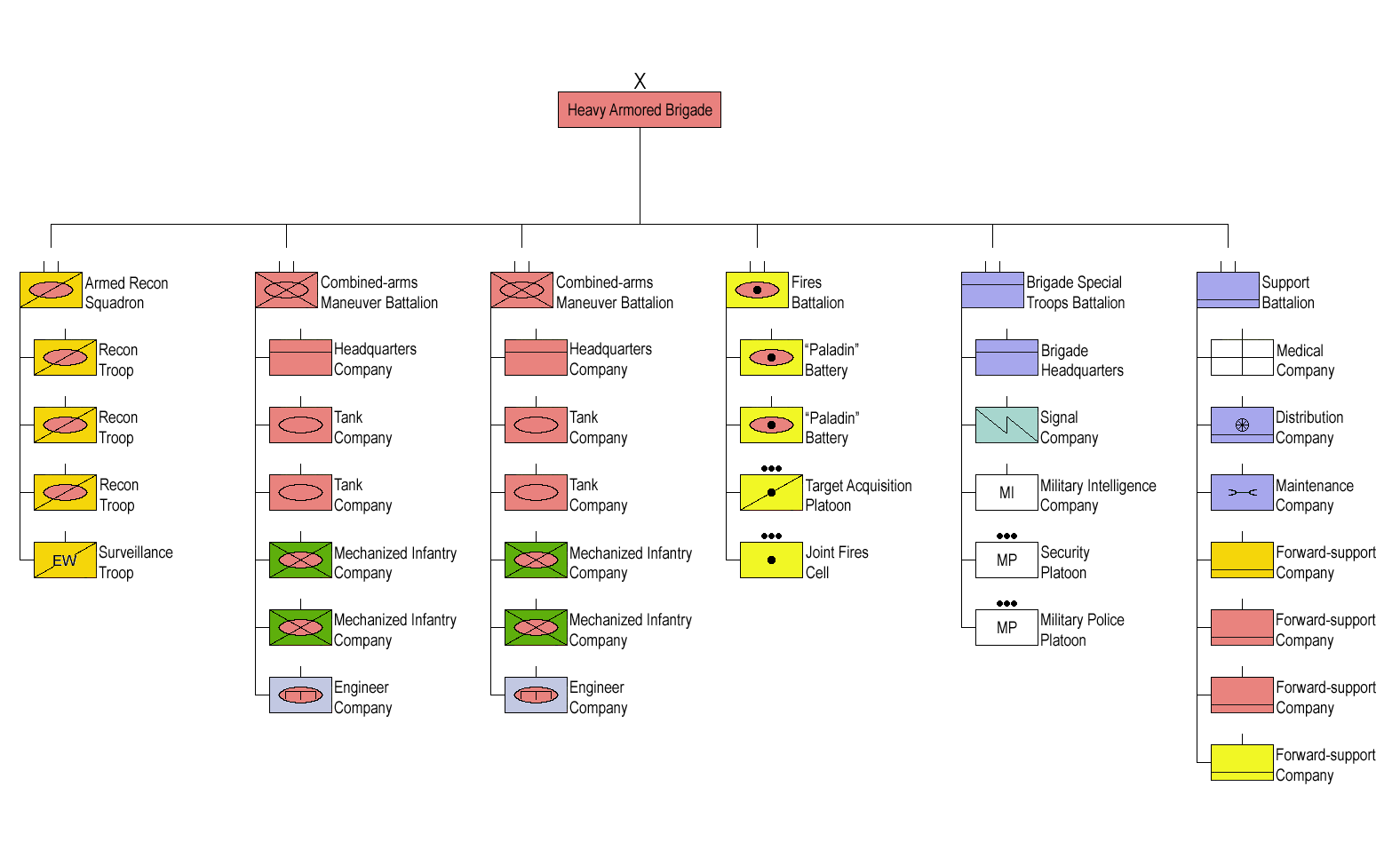
Brigadă-Exemplu de compunere a unei brigăzi de blindate americane